# Altamont (Illinois)
Altamont – miasto w Stanach Zjednoczonych, w stanie Illinois, w hrabstwie Effingham.